# Тейлор, Джаред
Сэмюэл Джаред Тейлор (родился 15 сентября 1951 года) — американский писатель и общественный деятель, редактор интернет-журнала American Renaissance, основанного Тейлором в 1990 году.
Тейлор является президентом American Renaissance, Фонда Нового века, через который были опубликованы многие его книги. Он является бывшим членом совета Occidental Quarterly и бывшим директором Института национальной политики, базирующегося в Виргинии. Он также является членом правления и представителем Совета консервативных граждан.
Средства массовой информации и исследователи расизма в Соединенных Штатах обвиняют Тейлора и многие из связанных с ним организаций в пропаганде расистских идеологий.

## Ранняя жизнь и образование
Тейлор родился 15 сентября 1951 года в Кобе, Япония, в семье христианских миссионеров из Виргинии. Он жил в Японии до 16 лет и посещал японские школы до 12 лет, свободно владея японским языком.
Он учился в Йельском университете, где в 1973 году получил степень бакалавра философии. Затем Тейлор провел три года во Франции и получил степень магистра в области международной экономики в Sciences Po в 1978 году.
В течение периода, который прервал его студенческие годы в колледже, он работал и много путешествовал по Западной Африке, совершенствуя свой французский язык во франкоязычных регионах континента. Тейлор свободно владеет французским, японским и английским языками.

## Карьера
С 1978 по 1981 год Тейлор работал специалистом по международному кредитованию в корпорации Manufacturers Hanover Corporation, а с 1983 по 1988 год — редактором журнала PC Magazine на Западном побережье. Он также преподавал японский язык в Гарвардской летней школе и работал переводчиком в зале суда.
В 1980-х годах, в период сильного экономического роста страны, Тейлор считался «экспертом по Японии» в средствах массовой информации. В 1983 году он опубликовал хорошо принятую книгу о японской культуре и деловых обычаях под названием «Тени восходящего солнца: критический взгляд на японское чудо.» Критикуя некоторые аспекты японской культуры, Тейлор утверждал, что японское общество было более успешным в решении социальных проблем, чем Запад, с более низким уровнем преступности и аналогичным или более высоким уровнем жизни.
На заре своего тридцатилетия Тэйлор начинает пересматривать свои либеральные и космополитические воззрения, обычно исповедуемые в его рабочей среде. Он пришел к глубокому убеждению, что человеческие существа являются племенными по своей природе и чувствам, и что они отличаются талантом, темпераментом и способностями.
В середине 1980-х годов он проявил интерес к новым областям эволюционной биологии и эволюционной психологии, особенно к спорным работам Ричарда Линна, Дж. Филиппа Раштона и Гельмута Нюборга, и пришел к убеждению, что различия между людьми в значительной степени имеют генетическое происхождение и поэтому квази-неизменны. Все социальные чудеса Японии, утверждал Тейлор к 1991 году под псевдонимом Стивен Хауэлл, были, по крайней мере, частично результатом расовой и культурной однородности Японии.
В ноябре 1990 года, он основал и опубликовал первый выпуск Американского Ренессанса, ежесменную газету, основанного на подписке белых сторонников превосходства. Он создал Фонд «Новый век» в 1994 году, чтобы помочь Американскому Ренессансу. Многие из ранних статей были написаны самим Тейлором и были направлены на то, чтобы поставить защиту белой расы на более высокий интеллектуальный уровень, чем дискурс традиционного Ку-клукс-клана или белого скинхеда, который доминировал в средствах массовой информации в то время. Журнал прекратил свое печатное издание в 2012 году, чтобы сосредоточиться на ежедневном формате веб-сайта.
В 1992 году, Тейлор опубликовал книгу под названием «Вымощенные благими намерениями», в которой он критикует то, что он считает неразумной политикой социального обеспечения, которая способствовала экономическому положению афроамериканского низшего класса. В отличие от многих его статей об Американском Ренессансе, эта работа избегает генетических рассуждений из-за опасений, что он не сможет опубликовать её, если будет говорить о различиях в IQ. В 1994 году, он был вызван группой защиты в Форт-Уэрт, штат Техас, для дачи экспертных показаний по расовым аспектам дела. До дачи показаний в суде, Тейлор представленный «Вашингтон пост» как «эксперт по расовым отношениям и автор», назвал молодых чернокожих «самыми опасными людьми в Америке» и добавил: "Это должно быть принято во внимание при оценке того, было ли реалистично для [обвиняемого] думать, что это была ситуация «убить или быть убитым.»

## Взгляды
Тейлор был описан как белый националист, белый супремасист и расист группами гражданских лиц, средствами массовой информации, учеными, изучающими расизм в США, и другими. Тейлор «решительно отвергает» то, что его называют расистом, и утверждает, что он является «расистом, который верит в расовый реализм».
Он также оспаривает ярлык белого превосходства, предпочитая называть себя «белым защитником», и утверждает, что его взгляды на национальность и расу «умеренны, здравы и полностью соответствуют взглядам большинства великих государственных деятелей и президентов прошлого Америки». Тейлор сказал, что не знает, что значит «белый националист.»
Новостные репортажи о Тейлоре связывают его с альт-правыми.

### Раса
Тейлор — сторонник расовой теории и сегрегации. Тейлор также утверждает, что существуют расовые различия в интеллекте между различными этно-расовыми группами по всему миру.
Тейлор утверждает, что чернокожие, как правило, менее умны, чем латиноамериканцы, в то время как латиноамериканцы, как правило, менее умны, чем белые, а белые, как правило, менее умны, чем восточно-азиаты: «Я думаю, что азиаты объективно превосходят белых практически по любой мере, которую вы можете придумать с точки зрения того, что является ингредиентами успешного общества. Это не значит, что я хочу, чтобы Америка стала Азиатской. Я думаю, что каждый народ имеет право быть самим собой, и это становится ясно, говорим ли мы об Ириан-Джае или о Тибете, если уж на то пошло.»
Тейлор описывает себя как защитника интересов белых. Он утверждает, что его издание «Американский ренессанс» было основано для того, чтобы дать возможность высказаться в защиту таких проблем, и утверждает, что его работа аналогична работе других групп, отстаивающих этнические или расовые интересы. Американский ренессанс, однако, был описан как белое супрематическое издание и «форум для писателей, пренебрегающих способностями меньшинств».
В журнале в 2005 году он заявил: «Черные и белые-разные. Когда чернокожие полностью предоставлены самим себе, западная цивилизация — любая цивилизация — исчезает». Статья 2005 года в Pittsburgh Post-Gazette описала Тейлора как «расиста в обличье эксперта.»
Тейлор представляет свой сегрегационистский проект как основанный на гражданских свободах и свободе ассоциаций, и описывает санкционированную правительством сегрегацию как морально несправедливую. Он считает, что все антидискриминационные законы «начиная с Закона о гражданских правах 1964 года» являются неприемлемым расширением федеральной власти. Тейлор также выступает против законов против смешанных браков как посягающих на свободу граждан.
Тейлор считает, что многорасовое американское общество «обречено на провал» и что небелые группы не должны составлять значительную часть американского населения, особенно латиноамериканцы, африканцы, афро-карибцы и жители Ближнего Востока, хотя он также включает в себя северных азиатов, которых он высоко ценит. Таким образом, он поддерживает иммиграционную политику, которая будет благоприятствовать белым иммигрантам по сравнению с другими группами. Тейлор сказал: «Белые заслуживают родины», и когда его спросили об иммиграционных законах США, принятых в 1965 году в соответствии с Законом Харта-Келлера, он сказал, что «Белые совершают ужасную ошибку, приводя в движение силы, которые сведут их к меньшинству.»
Тейлор поддерживает теорию заговора белого геноцида и принимал Suidlanders на своем подкасте AmRen, чтобы обсудить эту тему, поощряя пожертвования в южноафриканскую организацию. Он рекомендовал своим последователям «Лагерь святых» Жана Распая.

### Отношение к антисемитизму
Тейлор приветствует евреев в своей организации и рассматривает американских евреев как потенциальных могущественных союзников. Он никогда не стремился ни приветствовать, ни изгнать антисемитские голоса, и несколько ораторов еврейского происхождения участвовали в конвенциях Американского Ренессанса. Эта позиция вызвала напряженность в отношениях с крайне правыми антисемитскими организациями, утверждающими, что евреи проникают в их движения.
В 2006 году на одном съезде вспыхнуло столкновение между теоретиком антисемитского заговора Дэвидом Дюком и Майклом Хартом, еврейским астрофизиком, разделяющим многие идеи Тейлора. «Форвард» сообщал, что Тейлор: «пытается де-нацифицировать движение и расширить круг белых националистов, включив в него евреев европейского происхождения. Но для многих из крайне правых убрать ненависть к евреям из белого национализма-все равно что убрать Христа из Рождества — святотатство.»
Южный центр по борьбе с бедностью (SPLC) комментирует, что Тейлор необычен среди радикальных правых в «его отсутствии антисемитизма.» Ученый Кэтлин Р. Арнольд утверждает, что «в отличие от многих других белых сторонников превосходства, Тейлор не является антисемитом и фактически призывает евреев присоединиться к его борьбе… однако многие в белом супрематистском/антииммиграционном движении не согласны с Тейлором… и он был под огромным давлением, чтобы разорвать связи с еврейской общиной.»

### Дональд Трамп
Тейлор поддерживал президентскую кампанию Дональда Трампа и записывал робо-коллы в поддержку Трампа перед собранием в Айове и первичными выборами в Нью-Гэмпшире.
Тейлор присутствовал на инаугурации Трампа с VIP-билетами в первом ряду, и он описал это событие как «признак растущего белого сознания».